# Impasse de la Bière
L'impasse de la Bière (en alsacien : Biergässel) est une ruelle en cul-de-sac du centre de Strasbourg (Bas-Rhin), qui s'ouvre au no 11 de la rue des Frères. C'est dans cette impasse que se trouvent les deux plus anciennes maisons civiles de Strasbourg.

## Histoire

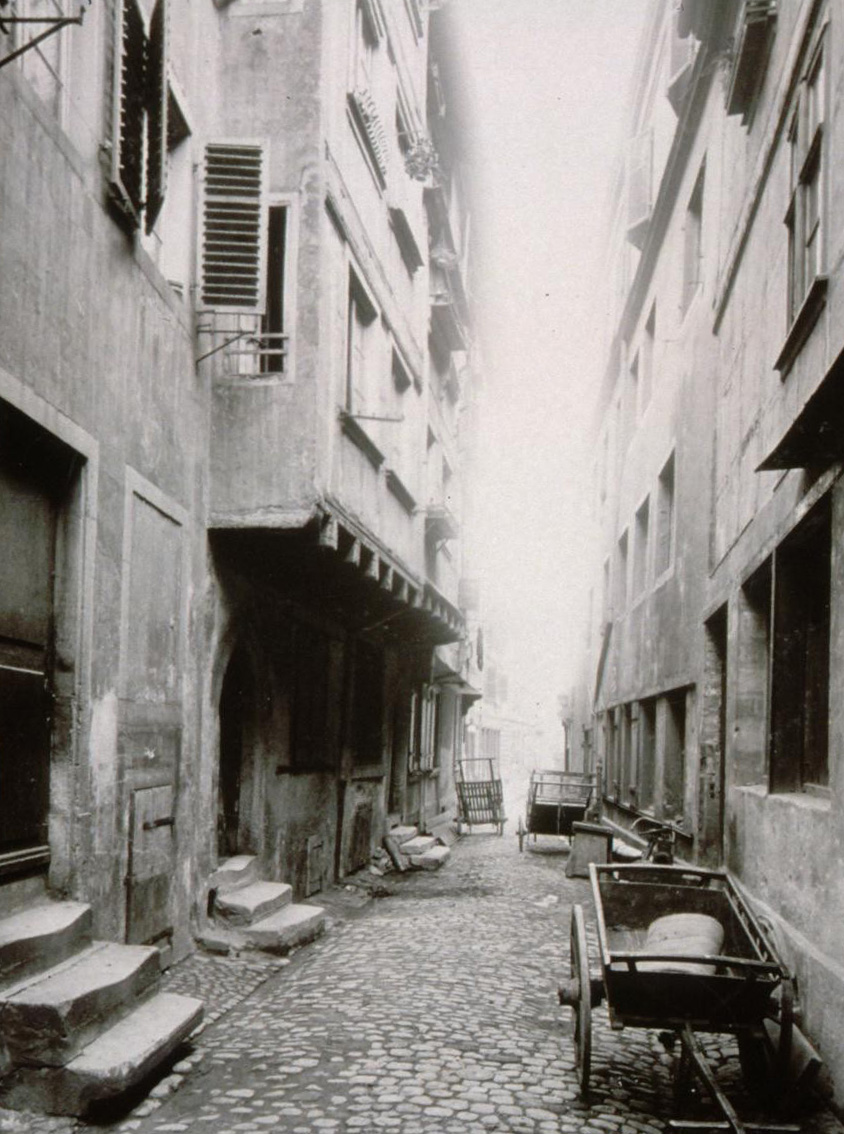
Vue au début du XXe siècle.

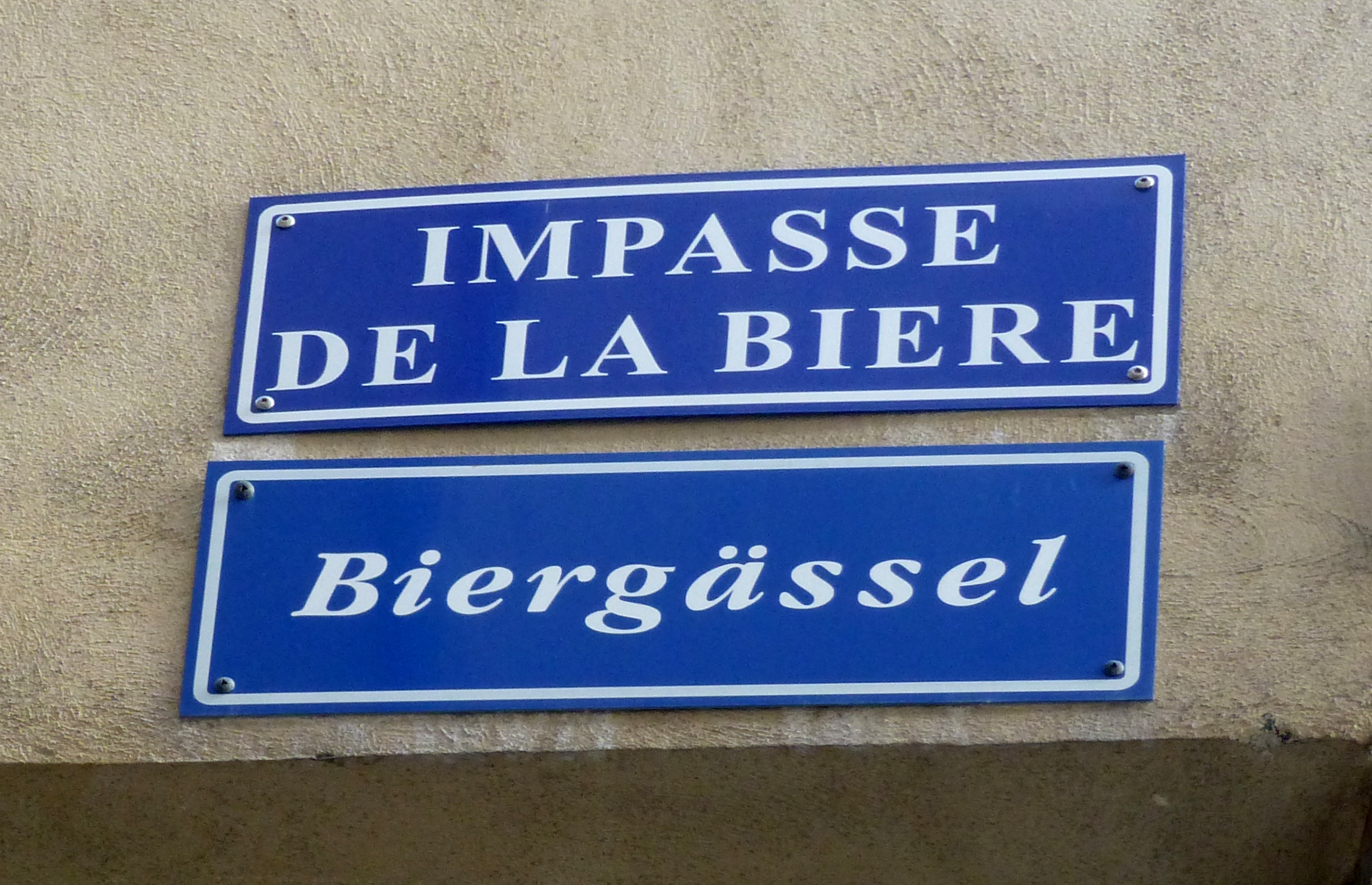
Plaque bilingue, en français et en alsacien.

À Strasbourg, une activité brassicole est attestée au moins depuis le Xe siècle, longtemps gérée par des religieux. La première brasserie artisanale privée fait son apparition dans l'actuelle impasse de la Bière, où l'établissement du brasseur Arnoldus Cervisarius (« Arnold le cervoisier ») est mentionné dès 1259 dans le Urkundenbuch der Stadt Strasbuch.
Au fil des siècles, la voie porte successivement différents noms, en allemand, parfois dialectal, ou en français : Biergesselin, Biergasse (1302), Beyergesselin (1580), cul-de-sac des Frères (1765), rue de la Bierre (1792), rue de l'Instruction (1793), Thiermannsgässel (1807), rue de la Bière (1817, 1849, 1858), Bier-Gässlein (1817),  cul-de-sac de la Bière (1848), impasse de la Bière (1866, 1945), Bahrgässchen (1872), Biergässchen (1904, 1940), impasse de la Bierre (1920).
Des plaques de rues bilingues, à la fois en français et en alsacien, sont mises en place par la municipalité à partir de 1995. C'est le cas du Biergässel, littéralement « ruelle de la Bière ».

## Bâtiments remarquables
- nos 2-4 : Ces deux maisons mitoyennes de trois étages, avec encorbellement à poutrage apparent, datent partiellement du XVe siècle[6]. Les portes d'entrée, avec encadrement de pierre en forme d'ogive, sont typiques de l'époque gothique[7].
Les façades, les toitures et l'ossature intérieure en bois font l'objet d'une inscription au titre des monuments historiques depuis 1971[8].

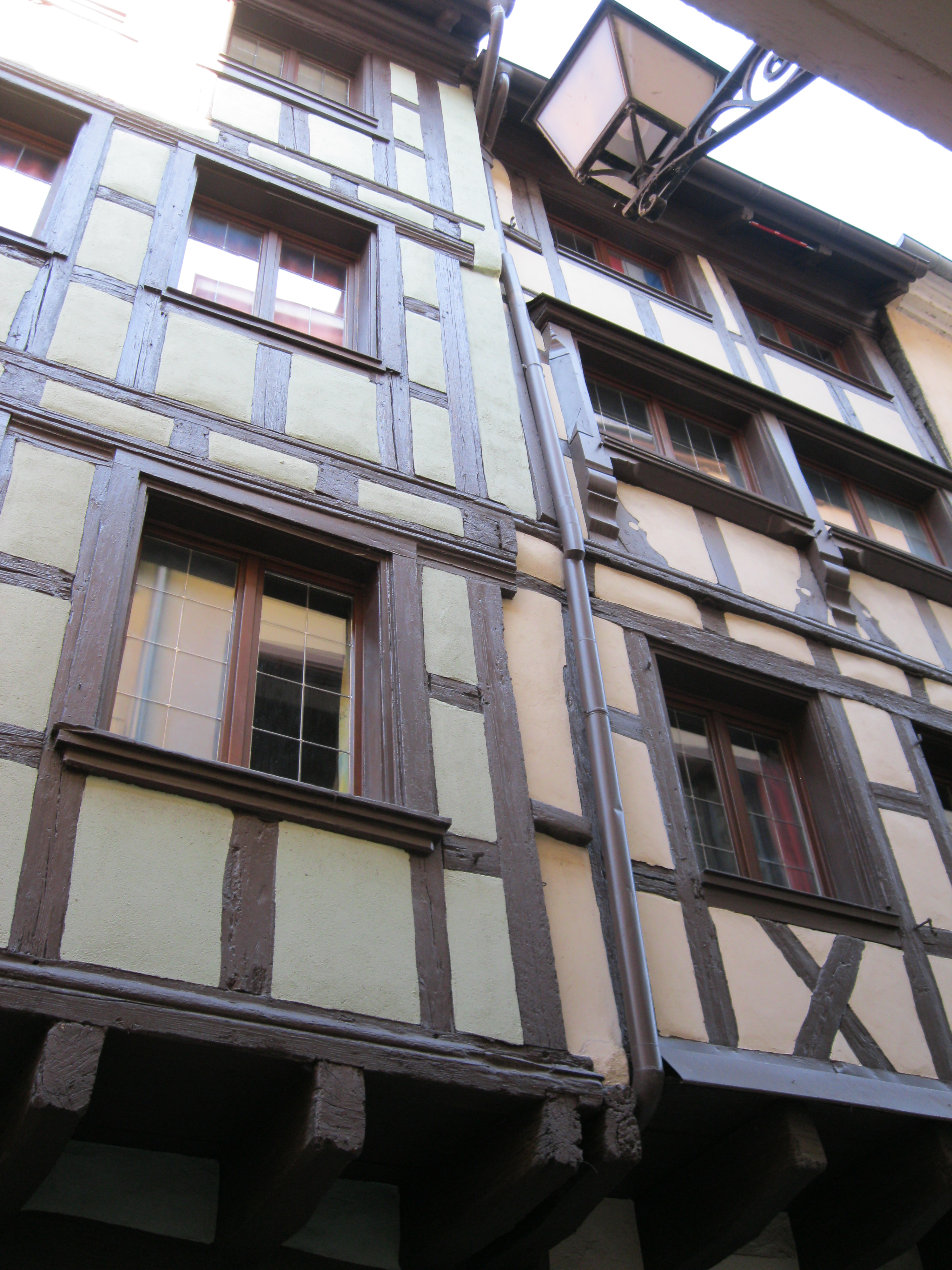
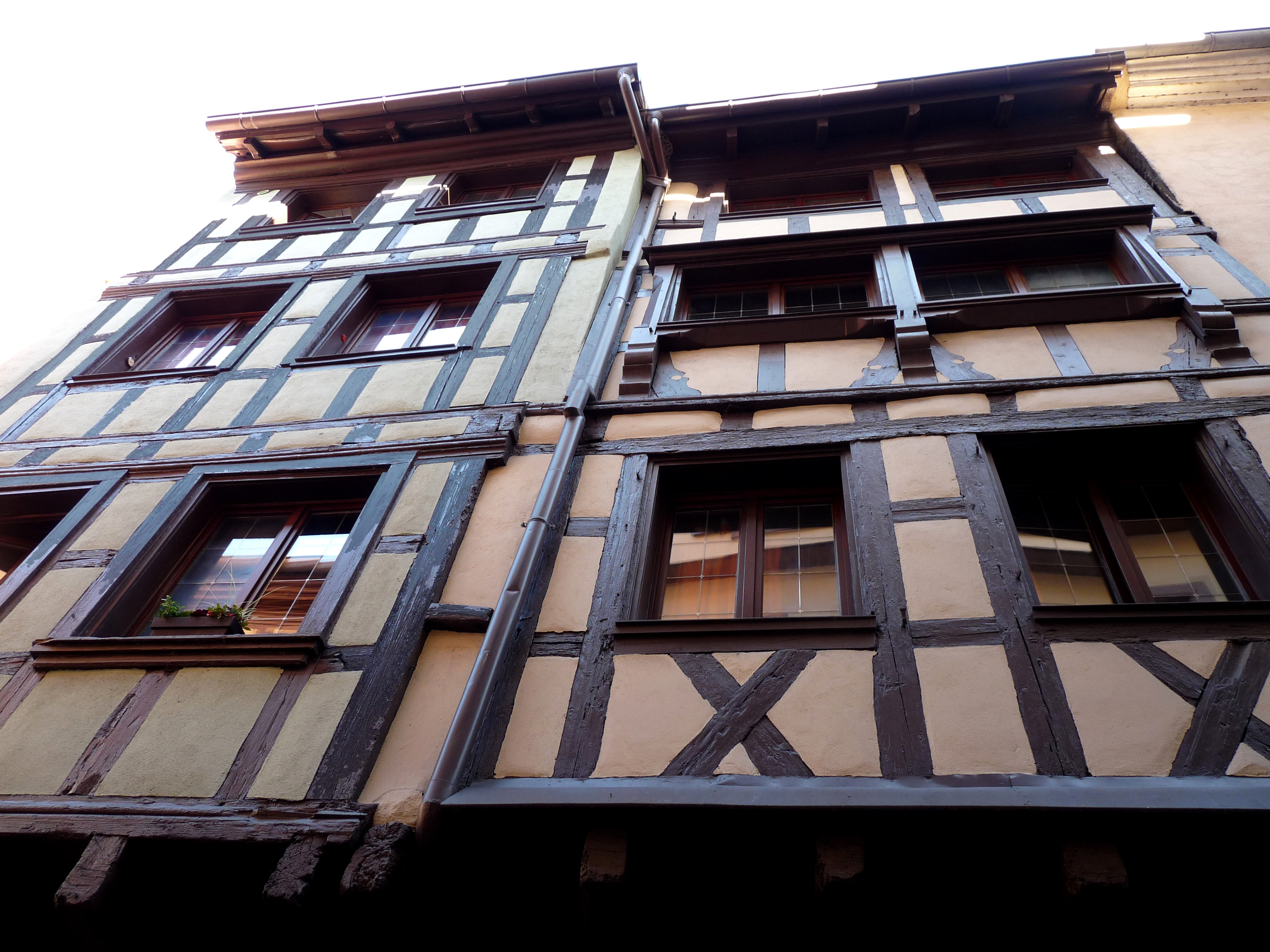
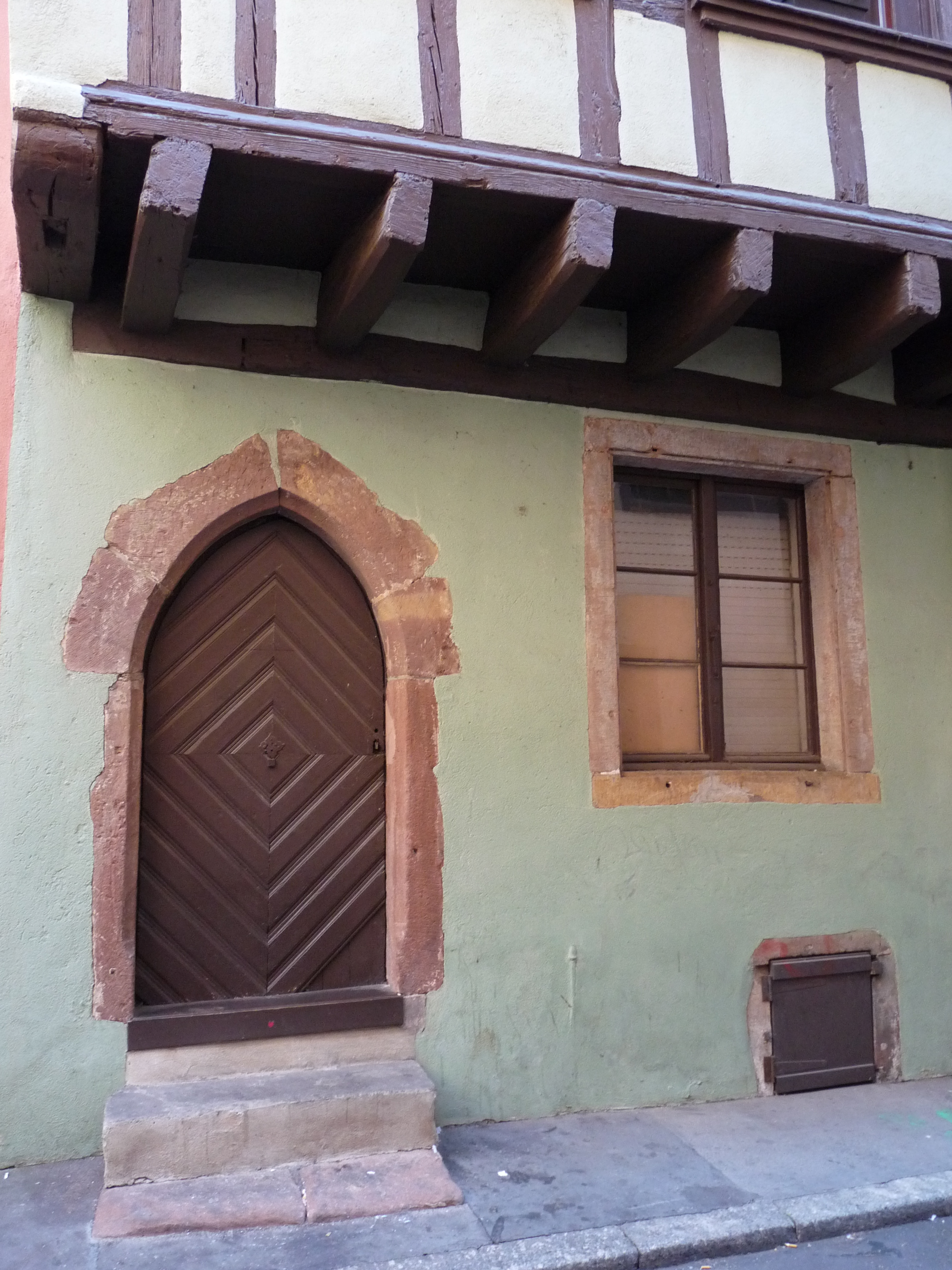

- no 6 : L'immeuble d'origine aurait été construit vers 1500[9].